# Agoko Doguape
Agoko James Doguape – nauruański polityk.
Reprezentował okręg wyborczy Anabar. Był członkiem Lokalnej Rady Samorządowej Nauru i Rady Legislacyjnej Nauru. Był też członkiem parlamentu, m.in. pierwszego w niepodległym Nauru (1968–1971).
Doguape pełnił też funkcję wiceprzewodniczącego Nauruańskiego Komitetu ds. Zarządzania Gruntami.